# Boulder Dash
Boulder Dash é um jogo de computador clássico para o Commodore 64, Atari 400/800, ZX Spectrum, NES, IBM PC, Amstrad CPC e as muitas outras plataformas. O primeiro Boulder Dash (Atari) foi criado em 1983 por Peter Liepa e liberado por First Star Software.

## Liberações oficiais
- Boulder Dash (1984: Amstrad CPC, Apple II, Atari ST, ColecoVision, Commodore 64, MSX, NES, PC Booter, ZX Spectrum)
- Boulder Dash II: Rockford's Revenge (1985: Amstrad CPC, Commodore 64, MSX, PC Booter, ZX Spectrum)
- Boulder Dash Construction Kit (1986: Amiga, Amstrad CPC, Atari ST, Commodore 64, DOS, ZX Spectrum)
- Boulder Dash M.E. (2003)
- Boulder Dash Treasure Pleasure (2003)